# Резня в Гленко
Резня в Гленко 13 февраля 1692 года (англ. Glencoe Massacre) — эпизод шотландской истории, массовое убийство членов ветви клана Макдональд из деревни Гленко по приказу секретаря по делам Шотландии Джона Далримпла. Макдональды из Гленко были истреблены «в назидание» другим горским кланам как пример кары за нелояльность Оранской династии вскоре после Славной революции.

## Предыстория
В 1688 году в Англии произошла Славная революция — государственный переворот, окончившийся бегством короля Англии и Шотландии Якова II Стюарта и воцарением его дочери Марии вместе с мужем, представителем Оранской династии Вильгельмом III. Значительная часть населения, однако, сохранила верность низложенному королю. Эти приверженцы-«якобиты» подняли вооружённое восстание с целью вернуть трон Якову II. Основной силой восставших были преданные династии Стюартов горские кланы Шотландии. Силы восставших были разбиты правительственными войсками в Шотландии уже в 1689 году, а на следующий год якобиты потерпели решительное поражение в битве на реке Бойн в Ирландии, результатом которой стало окончательное бегство Якова II во Францию.
После военной победы Вильгельму III было необходимо привести католиков Шотландии к покорности. 27 августа 1691 года был оглашён королевский эдикт, дарующий прощение тем кланам, вожди которых принесут ему присягу верности до конца года. Горцы колебались, обратившись к Якову за разрешением на такую присягу. Низложенный король долго тянул с ответом, но всё же к концу осени смирился и дал согласие, известие о котором достигло Шотландии лишь к середине декабря. После этого у вождей оставалось совсем немного времени на подчинение указу Вильгельма. Так, Алистер Макиан, глава Макдональдов из Гленко — одной из ветвей клана Макдональд, — лишь 31 декабря сумел добраться до Форт-Уильяма, где попытался принести присягу военному губернатору — полковнику Джону Хиллу. Хилл, не уполномоченный принимать присягу, отправил Макиана дальше — в Инверари к шерифу Аргайла Колину Кэмпбеллу. Хилл дал Макиану бумагу, удостоверяющую, что тот прибыл для принесения присяги к установленному эдиктом сроку.
Макиан провёл в дороге в Инверари три дня и ещё трое суток прождал аудиенции у шерифа Аргайла. 6 января 1692 года Кэмпбелл принял у него присягу, и Макиан, уверенный в том, что вассальный долг выполнен и его клан в безопасности, отбыл в обратный путь, Кэмпбелл же отправил его бумаги, включая сопроводительное письмо Хилла, в Эдинбург.

## Резня

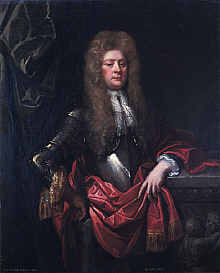
Джон Далримпл, граф Стэр

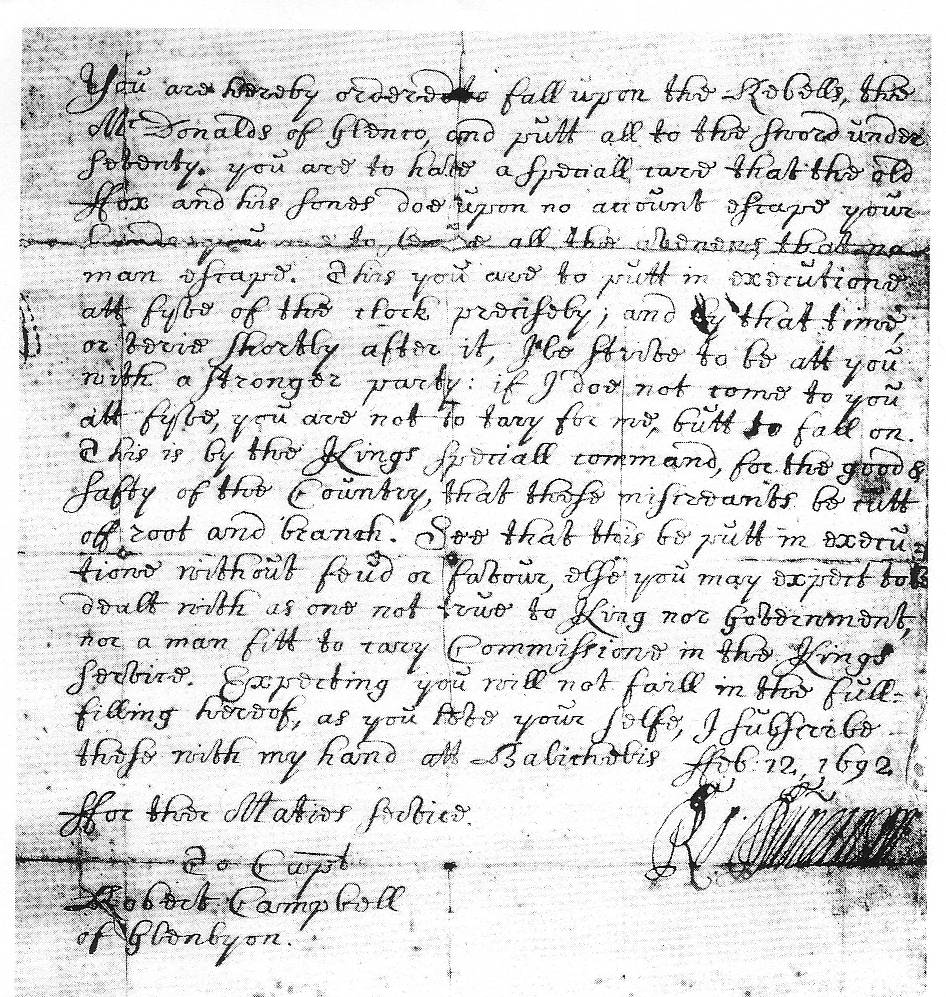
Копия приказа, полученного Робертом Кэмпбеллом

Начальство Колина Кэмпбелла в Эдинбурге, однако, решило присягу Макиана не принимать без особого монаршего соизволения. При этом бумаги не были отосланы королю; вместо этого было принято решение устроить показательную карательную акцию и избавиться от проблематичного клана раз и навсегда. Автором идеи, по-видимому, был государственный секретарь по делам Шотландии Джон Далримпл, виконт Стэр, известный своей ненавистью к горцам. План акции он разработал сообща с командующим войсками в Шотландии Томасом Ливингстоном, получив предварительно согласие короля на меры против кланов, не принёсших присягу.
В конце января в Гленко были направлены две роты солдат из пехотного полка графа Аргайлского. Командиром отряда был назначен Роберт Кэмпбелл из Гленлайона, чьи владения были разграблены Макдональдами из Гленко и Гленгарри в 1689 году после битвы при Данкелде. Рассчитывая на личную ненависть Кэмпбелла к этим семействам, организаторы акции, однако, не сразу передали ему приказ о ней, и по прибытии в Гленко его солдаты были без эксцессов там расквартированы. Макиан принял Кэмпбелла радушно, а тот вместе со своими солдатами также вёл себя вежливо. Только через две недели, 12 февраля 1692 года, Кэмпбелл получил новые инструкции, подписанные майором Данкансоном и предписывавшие ему атаковать «мятежников, Макдональдов из Гленко», и предать мечу всех людей моложе 70 лет. Кэмпбелл, как и ожидалось, ухватился за возможность отомстить обидчикам.
Нападение началось в пять часов утра 13 февраля, перед рассветом. Не все солдаты в равной мере участвовали в бойне — некоторые предупредили о ней хозяев домов, где они были расквартированы, а двое офицеров отказались от участия в вероломном нападении и сломали свои шпаги в знак протеста. Тем не менее, 38 представителей клана Макдональд, включая Алистера Макиана, были убиты, а деревня предана огню. Среди уцелевших жителей, которым удалось бежать, были жена и сыновья Макиана. Позже около сорока человек из числа бежавших умерли от холода.

## Последствия

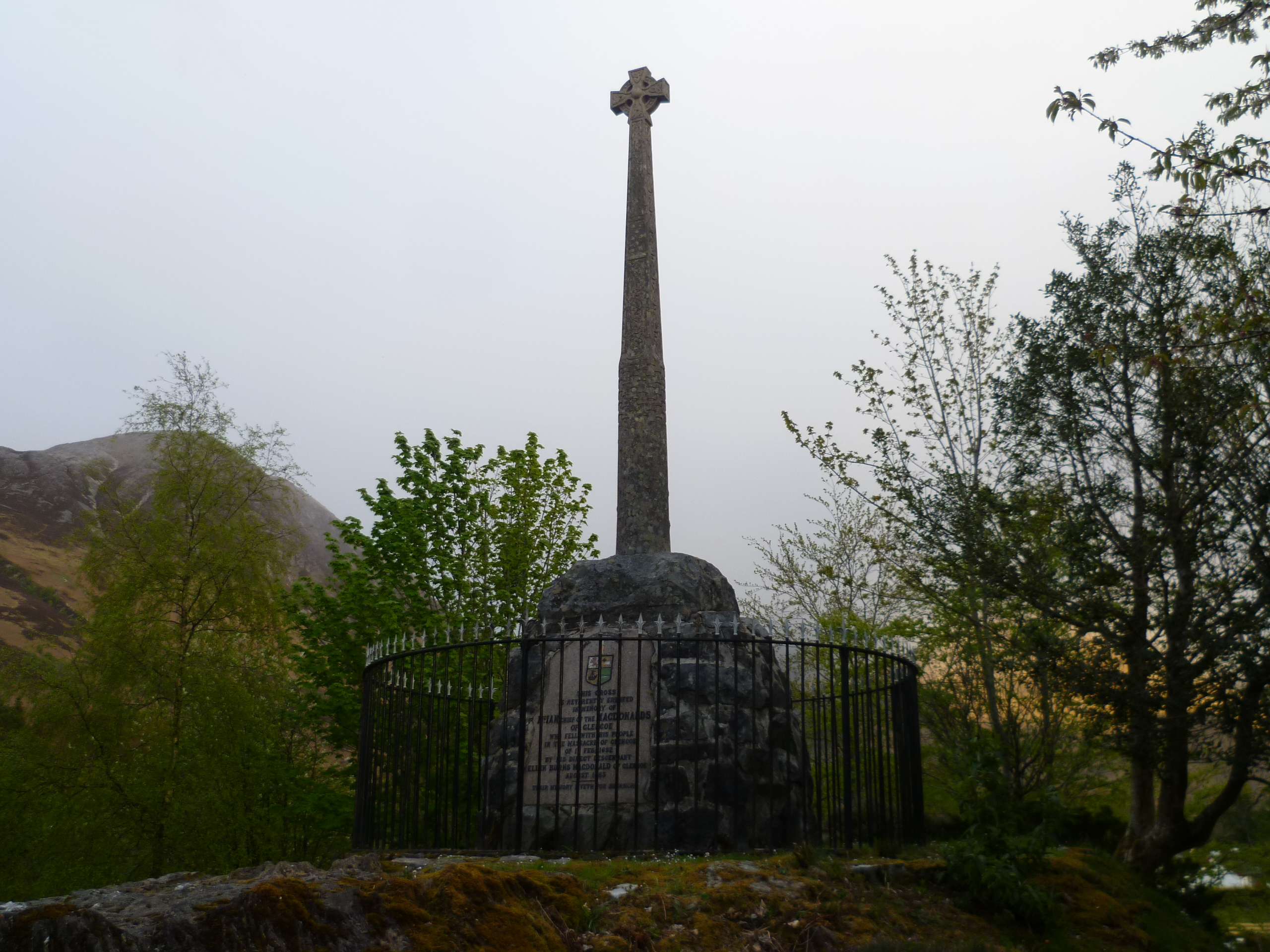
Памятник жертвам резни в Гленко

Когда известия о резне дошли до Лондона, возмущение общественности заставило короля назначить расследование событий. Следственная комиссия начала работу в начале 1695 года и представила свои выводы в июне того же года. Согласно выводам комиссии, действия отряда Кэмпбелла представляли собой предумышленное убийство, но вина с самого короля снималась, поскольку его согласие на репрессии не предполагало в явном виде массовых убийств. Главная ответственность комиссией была возложена на Далримпла. После публикации выводов комиссии шотландский парламент обратился к королю с требованием о наказании убийц и компенсации пострадавшим. Ни того, ни другого не было сделано; уцелевшие представители клана получили разрешение вернуться в свою деревню, но, поскольку она была сожжена и разграблена, их жизнь там оставалась бедной. Далримпл, добровольно ушедший в отставку с поста секретаря по делам Шотландии, в дальнейшем стал членом тайного совета по Шотландии при королеве Анне, а в 1703 году получил титул графа.
В 1883 году в восточной части Гленко был возведён памятный крест, к которому каждый год 13 февраля возлагаются венки. До настоящего времени на дверях старой гостиницы в Гленко, носящей название Clachaig Inn, можно увидеть вывеску «Кэмпбеллов не обслуживаем».
События резни в Гленко нашли отражение в ряде художественных произведений, включая роман Вальтера Скотта «Вдова горца» и 2 пьесы Бетховена «О резне в Гленко» из сборника «12 шотландских песен» и из сборника «25 ирландских народных песен». По словам фантаста Джорджа Мартина, эти события вместе с избиением клана Дугласов, известным как Чёрный обед, легли в основу Красной свадьбы — эпизода саги «Песнь Льда и Огня». Книга Сьюзен Флетчер «Колдунья» почти полностью посвящена событиям в Гленко.
Шотландская рок-группа Nazareth написала балладу «1692 (Glen Coe Massacre)», вышедшую в альбоме Exercises в 1971 году.
После этих событий в Шотландии появилась поговорка «Спроси горца о Кэмпбелле, он сплюнет перед тем, как ответить».